# Cursillo
Cursillos de Cristiandad ist eine Bewegung spanischen Ursprungs innerhalb der römisch-katholischen Kirche.

## Ursprung
Die Bewegung entstand auf Mallorca anlässlich der geistlichen Vorbereitung einer Wallfahrt zum Grab des Apostels Jakobus, die von etwa 30 Jugendlichen der Katholischen Aktion während des Heiligen Jahres von Santiago de Compostela 1948 organisiert wurde. Der erste Cursillo de Cristiandad fand vom 7. bis zum 10. Januar 1949 im Kloster Santuari de Sant Honorat auf dem Berg Randa (Mallorca) statt.

## Cursillo als Kurs der Evangelisierung
Cursillo bedeutet auf Spanisch kleiner Kurs (Cursillo de Cristiandad = kleiner Kurs des Christseins). Dieser Glaubenskurs dauert drei Tage. Er umfasst in der Regel bis zu 20 Teilnehmer, die von unterschiedlichem Alter, Beruf und Bildungsstand sind. Er wird geleitet von einem ehrenamtlichen Mitarbeiterteam aus Laien und Priestern. Sie führen in Impulsreferaten und durch ihr Lebens- und Glaubenszeugnis in das „Erlebnis des Wesentlichen“ ein. Kleine Tischrunden vertiefen in offenen Gesprächen das Gehörte mit der persönlichen Erfahrung der Teilnehmer. Zum Cursillo gehören Eucharistie und Gebet, gemeinsamer Gesang ebenso wie Zeiten der Stille.

## Initiatoren
In der Gruppe der Initiatoren der Cursillos ist in erster Linie Eduardo Bonnín Aguiló (1917–2008) zu erwähnen, sowie einige Seelsorger, darunter der damalige Bischof von Mallorca, S.E. Mons. Juan Hervás y Benet (1905-1982), der das Anwachsen der Bewegung mit „väterlicher Sorge“ begleitete, sowie H.H. Mons. Sebastián Gayá Riera (1913–2007).

## Bischöfliche und päpstliche Anerkennung
Eine Reihe von Diözesanbischöfen gelten der Bewegung der Cursillos als eng verbunden. Dies trifft auch zu auf mehrere Päpste zu, darunter Paul VI., der den Apostel Paulus im Apostolischen Brief Viget salubriter vom 14. Dezember 1963 zum Patron der Bewegung ausrief. Auch Johannes Paul II. versuchte die Bewegung in ihrem Anliegen zu motivieren, indem er im Jubiläumsjahr 2000 anlässlich der dritten Welt-Ultreya der Cursillo-Bewegung an die Teilnehmer folgende Worte richtete: Geliebte Brüder und Schwestern, seid mutige Zeugen der Diakonie an der Wahrheit und arbeitet unermüdlich in der Kraft der Einheit (communio). Indem ihr aus dem reichen Schatz eurer geistlichen Erfahrungen schöpft, nehmt furchtlos die Herausforderungen, die unsere Zeit der Neuevangelisierung stellt, an und findet darauf eine Antwort (Ansprache vom 29. Juli 2000).

## Organisation

### National (Deutschland)
In jeder Diözese gibt es ein Cursillo-Sekretariat. Ehrenamtlich tätige Frauen bzw. Männer bieten sich als Kontakt- und Anlaufstelle für die Cursillo-Aktivitäten an. Weiterer wichtiger Teil der Struktur sind die Mitarbeiterteams in den Diözesen. Sie sind die Träger und Verantwortlichen der Cursillo-Bewegung einer Diözese, auch dem Ortsbischof gegenüber, und vertreten den Cursillo in der Öffentlichkeit. Auf Bundesebene vertritt die Cursillo Arbeitsgemeinschaft Deutschland (CAD) die Cursillo-Bewegung. Sie wird vertreten durch die Leiter des Nationalsekretariats, sowie durch ihre Sprecherin Birgit Geier, Diözese Passau (seit 2019). Die CAD besitzt keinerlei Weisungsbefugnisse – die Cursillo-Bewegung jeder Diözese arbeitet völlig autonom – ist aber eine wichtige subsidiäre Dienststelle im Vollsinn des Wortes. Die CAD vertritt die Cursillo-Bewegung auf der Ebene der Bischofskonferenz aller überdiözesanen Einrichtungen und Veranstaltungen, wie z. B. bei Katholikentagen.
Die Cursillo-Bewegung ist in Deutschland Mitglied des Gesprächskreises Geistlicher Gemeinschaften, Bewegungen und Initiativen (GGG).

### National (Österreich)
Der Cursillo wurde in Österreich durch den spanischen Claretiner-Pater Josef García-Cascales eingeführt, der zu Pfingsten 1960 in der Erzdiözese Wien den ersten deutschsprachigen Cursillo anbot. Seither haben in Österreich etwa 100.000 Menschen einen Cursillo besucht.
Die Cursillo-Bewegung ist in Österreich prinzipiell gleich organisiert wie für Deutschland beschrieben. Das nationale Koordinations- und Leitungsorgan ist die ADC (=Arbeitsgemeinschaft der Diözesansekretariate der Cursillo-Bewegung). Als Sprecherin des Leitungsteams der ADC ist bis 2021 Beatrix Staud, Hall / Tirol, gewählt. Als Geistlicher Begleiter ist P. Maximillian Bergmayr, Prior des Benediktinerstiftes Kremsmünster, mit dem Cursillo-Österreich „unterwegs“.

### International
Auf kontinentaler Ebene haben sich im Laufe der letzten 20 Jahre vier Arbeitsgruppen gebildet, die sich ebenfalls als reine Koordinations- und Dienststellen verstehen:
- GECC Grupo Europeo Cursillo de Cristiandad (Europäische Arbeitsgruppe) mit Sitz zurzeit (2014–2017) in Spanien.
- NA/CG Nordamerica/Caribic Group (Nordamerika/Karibik Arbeitsgruppe) mit Sitz in St. Lucia.
- GLCC Grupo Latinoamericano de Cursillos de Cristiandad (Lateinamerikanische Arbeitsgruppe) Sitz zurzeit in Venezuela.
- A/PG Asien-Pazifik-Gruppe mit Sitz zurzeit in Korea.
- OMCC Organismo Mundial Cursillo de Cristiandad (Weltorganisation der Cursillo-Bewegung). Der Sitz wechselt turnusmäßig alle vier Jahre in eine andere kontinentale Gruppe. Diese Kontinentalgruppe wählt aus ihren Reihen das Nationalsekretariat aus, in dem der Sitz des OMCC sein soll, zurzeit (2014–2017) ist es Portugal.